# 圣皮埃尔塔朗泰讷
圣皮埃尔塔朗泰讷（法語：Saint-Pierre-Tarentaine，法語發音：[sɛ̃ pjɛʁ taʁɑ̃tɛn] ⓘ）是法国卡尔瓦多斯省的一个旧市镇，属于维尔区。2016年，圣皮埃尔塔朗泰讷与临近的19个市镇合并为新市镇苏勒夫尔昂博卡日。

## 地理
圣皮埃尔塔朗泰讷（48°57'51"N, 0°47'37"W）面积12.23 平方千米，位于法国诺曼底大区卡爾瓦多斯省，该省份为法国西北部沿海省份，北濒大西洋英吉利海峡，东北与滨海塞纳省以海上边界相接，东临厄尔省，南至奧恩省，西与芒什省接壤。
与圣皮埃尔塔朗泰讷接壤的市镇（或旧市镇、城区）包括：勒贝尼博卡日、布雷穆瓦、蒙塔米、蒙绍韦、勒图讷尔。
圣皮埃尔塔朗泰讷的时区为UTC+01:00、UTC+02:00（夏令时）。

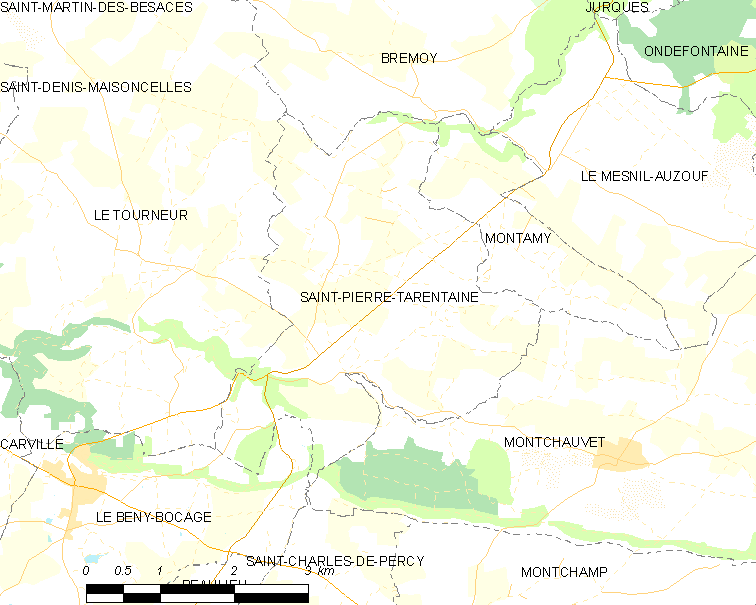
圣皮埃尔塔朗泰讷的OSM定位图

## 行政
圣皮埃尔塔朗泰讷的邮政编码为14350，INSEE市镇编码为14655。

## 政治
圣皮埃尔塔朗泰讷所属的省级选区为诺曼底地区孔代县。

## 人口

1962-2008年间圣皮埃尔塔朗泰讷人口变化图示

圣皮埃尔塔朗泰讷于2018年1月1日时的人口数量为376人。